# Plošno-svedeni slijepac
Plošno-svedeni slijepac (latinski: Anophthalmus schmidti ili Anophthalmus schmidtii) hrvatska je, slovenska I talijanska endemična vrsta trčaka koja pripada rodu Anophthalmus.

## Podvrste
- Anophthalmus schmidti subsp. flachi Winkler, 1912. – prisutna u Hrvatskoj, ugrožena (EN)[1]
- Anophthalmus schmidti subsp. gspani Reitter, 1918. – prisutna u Sloveniji
- Anophthalmus schmidti subsp. insignis G. Müller, 1912. – prisutna u Sloveniji
- Anophthalmus schmidti subsp. istriensis G. Müller, 1909. – prisutna u Hrvatskoj, osjetljiva (VU)[1]
- Anophthalmus schmidti subsp. motschulskyi Schmidt, 1860. – prisutna u Sloveniji
- Anophthalmus schmidti subsp. soosi Csiki, 1912. – prisutna u Hrvatskoj, osjetljiva (VU)[1]
- Anophthalmus schmidti subsp. schmidti Strum, 1844. – prisutna u Sloveniji
- Anophthalmus schmidti subsp. trebicianus G. Müller, 1914. – prisutna u Italiji i Sloveniji

## Vanjske poveznice
|  | Zajednički poslužitelj ima još gradiva o temi Anophthalmus schmidti |
|  | Wikivrste imaju podatke o taksonu Anophthalmus schmidtii            |

- Anophthalmus schmidti Sturm, 1844, BioLib
- Anophthalmus schmidti Schaum, 1844, Fauna Europaea
- Anophthalmus schmidti Sturm, 1844, Encyclopedia of Life